# Осоршчица
Осоршчица позната и као Осорчица је планина у Хрватској. Налази се на острву Лошињ. Планина је висока 588 метара. Осорчица се протеже дуж северног дела острва Лошиња, од насеља Осор на северу до насеља Ћунски на југу у дужини од око 15 километара. Планијна је кречњачког састава и на њој су развијени крашки облици. Асиметричног је изгледа: стрмија према западу, док се благо спушта према истоку ге има и доломита чијим је распадањем настало мало земље у околини Нерезина, Светог Јакова и Осора.
На планину се 28. марта 1887. године попео Рудолф Хабзбург, 4,5 километра дугом стазом до Телеврине, највишег врха Осорчице). Са врха се пружа поглед на цели цреско-лошињски архипелаг, обале Истре, остала Кварнерска острва, Велебит, понекад чак до Горског котара, Триглава и задарских острва.
На врху Свети Никола (557 метара) се налази истоимена црквица. Осорчица је позната и по бројним пећинама од којих су најпознатије Вела Јама (пронађени су налази каменог и коштаног оруђа и остаци керамике из млађег и средњег палеолита) и Спиља Светог Гауденција. Северније од наведених локалитета налази се планинарски дом који је у зимским месецима отворен викендом, а лети свакодневно.